# Salohiddin Gafurow
Salohiddin Ismailowicz Gafurow, tadż. Салоҳиддин Исмаилович Ғафуров, ros. Салохиддин Исмаилович Гафуров, Sałochiddin Ismaiłowicz Gafurow (ur. 5 maja 1962, Tadżycka SRR) – tadżycki piłkarz, grający na pozycji obrońcy, trener piłkarski.

## Kariera piłkarska
W 1980 rozpoczął karierę piłkarską w Pachtakorze Kurgonteppa. W 1986 został powołany do służby wojskowej, podczas której grał w zespole Zwiezda Tallinn. W 1987 po zwolnieniu z wojska powrócił do klubu z Kurgonteppy, który już nazywał się Wachsz. W 1999 roku zakończył karierę piłkarza.

## Kariera trenerska
Po zakończeniu kariery piłkarza rozpoczął pracę szkoleniowca. W 2000 roku został zaproszony na stanowisko selekcjonera narodowej reprezentacji Tadżykistanu. Potem prowadził Hudża Karimow Gozimalik. W 2006 pomagał trenować rodzimy klub Wachsz Kurgonteppa. Od 2006 również jest selekcjonerem młodzieżowej reprezentacji Tadżykistanu. W 2007 stał na czele Wachszu Kurgonteppa, którym kierował do 2008 roku. W grudniu 2008 został mianowany na stanowisko głównego trenera klubu Istiklolu Duszanbe, którym kierował do maja 2010. Od czerwca do końca 2010 konsultował Wachsz Kurgonteppa. Od 2011 do lutego 2014 ponownie stał na czele Wachszu. Latem 2014 wrócił do kierowania Wachszem.

## Sukcesy i odznaczenia

### Sukcesy piłkarskie
Wachsz Kurgonteppa
- mistrz Tadżykistanu: 1997
- zdobywca Pucharu Tadżykistanu: 1997

### Sukcesy trenerskie
Wachsz Kurgonteppa
- brązowy medalista mistrzostw Tadżykistanu: 2007, 2010

Istiklol Duszanbe
- zdobywca Pucharu Tadżykistanu: 2009

### Odznaczenia
- tytuł Mistrza Sportu ZSRR: 1991
- tytuł Zasłużonego Trenera Tadżykistanu: 2006